# Autostima
L'autostima è il processo soggettivo e duraturo che porta il soggetto a valutare e apprezzare se stesso tramite l'autoapprovazione del proprio valore personale fondato su autopercezioni. La parola autostima deriva appunto dal termine "stima", ossia la valutazione e l'apprezzamento di sé stessi e degli altri.
Alcuni studi hanno osservato l'autostima in contesti specifici e dunque in sue forme specifiche, come ad esempio l'autostima nell'acquisizione delle lingue straniere.

## Descrizione

### Dimensionalità dell'autostima
Il nostro senso di autostima deriva da elementi cognitivi ovvero il bagaglio di conoscenze di una persona, la conoscenza di sé e di situazioni che vengono vissute dal soggetto; elementi affettivi che vanno ad influenzare la nostra sensibilità nel provare e ricevere sentimenti, che possono essere stabili, chiari e liberanti; elementi sociali che condizionano l'appartenenza a qualche gruppo e la possibilità di avere un'influenza sul gruppo, di ricevere approvazione o meno dai componenti di quest'ultimo.
L'autostima ha la caratteristica fondamentale di essere una percezione prettamente soggettiva e, in quanto tale, non stabile nel tempo ma dinamica e mutevole. Il senso di autostima deriva principalmente dalle relazioni che ogni persona interiorizza e rielabora, sia le relazioni che vanno verso noi stessi che quelle interpersonali. Da questo deriva il fatto che le persone influenzano in continuazione il loro senso di autostima e a loro volta sono influenzate da esso.

### Studi sull'autostima
Nei vari anni in campo psicologico sono stati portati avanti numerosi studi sull'autostima, un esempio tra questi è la ricerca dello psicologo statunitense William James, il quale definisce l'autostima come rapporto tra sé percepito e sé ideale; il primo è la considerazione che un individuo elabora su di sé in base alle caratteristiche che dal suo punto di vista sono presenti o assenti all'interno della sua vita, il sé ideale è invece l'idea di come vorrebbe essere e del modello di vita che sta prendendo in considerazione.
Secondo lo studioso la persona percepisce bassa autostima nel momento in cui il suo sé percepito non riesce a raggiungere il livello del suo sé ideale e quanto più grande è la discrepanza tra i due, tanto più nasce in un soggetto insoddisfazione (nel caso in cui il sé percepito sia di gran lunga minore) e alto senso di potere e successo (quando il sé percepito supera di molto il sé ideale).
Si può arrivare a dire che secondo James il senso di autostima derivi dal rapporto tra successo e aspettative, infatti senza dubbio la maggior parte dei fattori che va a condizionare la creazione del personale livello di autostima discende dai risultati/esiti delle prove che siamo chiamati ad affrontare quotidianamente nella vita.

## Storia
Il concetto di autostima ha le sue origini nel XVIII secolo, espresso per la prima volta negli scritti del pensatore illuminista scozzese David Hume. Hume postula che sia importante valutare e pensare bene a se stessi perché svolge una funzione motivazionale che consente alle persone di esplorare il loro pieno potenziale.
A metà degli anni '60, lo psicologo sociale Morris Rosenberg definì l'autostima come un sentimento di autostima e sviluppò la scala dell'autostima di Rosenberg (RSES), che divenne la scala più utilizzata per misurare l'autostima nelle scienze sociali.
All'inizio del XX secolo, il movimento comportamentista ha ridotto al minimo lo studio introspettivo dei processi mentali, delle emozioni e dei sentimenti, sostituendo l'introspezione con uno studio oggettivo attraverso esperimenti sui comportamenti osservati in relazione con l'ambiente. Il comportamentismo vedeva l'essere umano come un animale soggetto a rinforzi e suggeriva di collocare la psicologia come scienza sperimentale, simile alla chimica o alla biologia. Di conseguenza, gli studi clinici sull'autostima sono stati trascurati, poiché i comportamentisti consideravano l'idea meno soggetta a misurazioni rigorose. A metà del XX secolo, l'ascesa della fenomenologia e della psicologia umanistica ha portato a un rinnovato interesse per l'autostima. L'autostima ha quindi assunto un ruolo centrale nel personale autorealizzazione e nel trattamento dei disturbi psichici. Gli psicologi hanno iniziato a considerare utile al campo il rapporto tra la psicoterapia e la soddisfazione personale delle persone con un'elevata autostima. Ciò ha portato all'introduzione di nuovi elementi nel concetto di autostima, inclusi i motivi per cui le persone tendono a sentirsi meno degne e perché le persone si scoraggiano o non sono in grado di affrontare le sfide da sole.
Nel 1992 il politologo statunitense Francis Fukuyama associò l'autostima a ciò che Platone chiamava thymos, la parte "vivace" dell'anima platonica.
Dal 1997, l'approccio di autovalutazione di base includeva l'autostima come una delle quattro dimensioni che comprendono la propria valutazione fondamentale di se stessi, insieme al locus of control, al nevroticismo e all'autoefficacia. Il concetto di autovalutazione di base esaminato per la prima volta da Judge, Locke e Durham (1997), da allora ha dimostrato di avere la capacità di prevedere la soddisfazione e le prestazioni lavorative. L'autostima può essere essenziale per l'autovalutazione.

### Nell'ordine pubblico
L'importanza dell'autostima ha ottenuto l'approvazione di alcuni gruppi governativi e non governativi a partire dagli anni '70, tanto che si può parlare di un movimento per l'autostima. L'idea alla base del movimento era che la bassa autostima fosse la radice dei problemi per gli individui, rendendola la radice dei problemi e delle disfunzioni della società. Una figura di spicco del movimento, lo psicologo Nathaniel Branden, affermava: "Non riesco a pensare a un solo problema psicologico - dall'ansia e dalla depressione, alla paura dell'intimità o del successo, alla percosse del coniuge o alle molestie su minori - che non sia riconducibile al problema della bassa autostima".
La preoccupazione per la bassa autostima e le sue numerose presunte conseguenze negative ha portato il membro dell'assemblea della California John Vasconcellos a lavorare per istituire e finanziare la Task Force sull'autostima e la responsabilità personale e sociale, in California, nel 1986. Vasconcellos ha sostenuto che questo la task force potrebbe combattere molti dei problemi dello stato: dalla criminalità e dalle gravidanze adolescenziali al rendimento scolastico insufficiente e all'inquinamento. Ha paragonato l'aumento dell'autostima alla distribuzione di un vaccino per una malattia: potrebbe aiutare a proteggere le persone dall'essere sopraffatte dalle sfide della vita.
La task force ha istituito comitati in molte contee della California e formato un comitato di studiosi per esaminare la letteratura disponibile sull'autostima. Questo comitato ha trovato associazioni molto piccole tra la bassa autostima e le sue presunte conseguenze, dimostrando infine che la bassa autostima non era la radice di tutti i problemi della società e non era così importante come il comitato aveva inizialmente pensato. Tuttavia, gli autori dell'articolo che riassumeva la revisione della letteratura ritenevano ancora che l'autostima fosse una variabile indipendente che influenza i principali problemi sociali.

## Teorie
Molte delle prime teorie suggerivano che l'autostima fosse un bisogno o una motivazione umana fondamentale. Lo psicologo americano Abraham Maslow ha incluso l'autostima nella sua gerarchia dei bisogni umani. Ha descritto due diverse forme di "stima": il bisogno di rispetto da parte degli altri sotto forma di riconoscimento, successo e ammirazione, e il bisogno di rispetto di sé sotto forma di amore per se stessi, fiducia in se stessi, abilità o attitudine. Si credeva che il rispetto degli altri fosse più fragile e si perdesse facilmente dell'autostima interiore. Secondo Maslow, senza il soddisfacimento del bisogno di autostima, gli individui saranno spinti a cercarlo e incapaci di crescere e ottenere l'autorealizzazione. Maslow afferma inoltre che l'espressione più sana di autostima "è quella che si manifesta nel rispetto che meritiamo per gli altri, più che fama, fama e adulazione". Le moderne teorie sull'autostima esplorano le ragioni per cui gli esseri umani sono motivati a mantenere un alto rispetto per se stessi. La teoria del sociometro sostiene che l'autostima si è evoluta per controllare il proprio livello di status e accettazione nel proprio gruppo sociale. Secondo la Teoria della gestione del terrore (Terror Management Theory), l'autostima svolge una funzione protettiva e riduce l'ansia per la vita e la morte.
Carl Rogers (1902-1987), un sostenitore della psicologia umanistica, ha teorizzato che l'origine dei problemi di molte persone è che si disprezzano e si considerano inutili e incapaci di essere amati. Questo è il motivo per cui Rogers credeva nell'importanza di dare accettazione incondizionata a un cliente e quando questo veniva fatto poteva migliorare l'autostima del cliente. Nelle sue sessioni di terapia con i clienti, ha offerto un rispetto positivo, qualunque cosa accada. Infatti, il concetto di autostima viene da allora accostato nella psicologia umanistica come un diritto inalienabile per ogni persona, riassunto nella seguente frase:
Ogni essere umano, nessuno escluso, per il solo fatto di esserlo, è degno del rispetto incondizionato di tutti gli altri; merita di stimarsi e di essere stimato. 

## Misurazione
L'autostima viene generalmente valutata utilizzando inventari di autovalutazione.
Uno degli strumenti più utilizzati, la scala di autostima di Rosenberg (RSES) è un punteggio della scala di autostima di 10 voci che richiede ai partecipanti di indicare il loro livello di accordo con una serie di affermazioni su se stessi. Una misura alternativa, il Coopersmith Inventory utilizza 50 domande su una varietà di argomenti e chiede ai soggetti se valutano qualcuno come simile o dissimile a se stessi. Se le risposte di un soggetto dimostrano una solida autostima, la scala le considera ben adattate. Se quelle risposte rivelano una vergogna interiore, li considera inclini alla devianza sociale.
Le misure implicite di autostima iniziarono ad essere utilizzate negli anni '80. Questi si basano su misure indirette dell'elaborazione cognitiva che si pensa siano collegate all'autostima implicita, compreso il compito della lettera del nome (o compito di preferenza iniziale - name letter task) e il Test dell'Associazione Implicita.
Tali misure indirette sono progettate per ridurre la consapevolezza del processo di valutazione. Quando li usano per valutare l'autostima implicita, gli psicologi applicano stimoli rilevanti per il soggetto al partecipante e quindi misurano quanto velocemente una persona identifica stimoli positivi o negativi. Ad esempio, se a una donna venivano dati gli stimoli rilevanti per sé di femmina e madre, gli psicologi misurerebbero la rapidità con cui ha identificato la parola negativa, malvagio, o la parola positiva, gentile.

## Sviluppo nel corso della vita
Le esperienze nella vita di una persona sono una fonte importante di come si sviluppa l'autostima. Nei primi anni di vita di un bambino, i genitori hanno un'influenza significativa sull'autostima e possono essere considerati la principale fonte di esperienze positive e negative che un bambino avrà. L'amore incondizionato dei genitori aiuta un bambino a sviluppare un senso stabile di essere curato e rispettato. Questi sentimenti si traducono in successivi effetti sull'autostima man mano che il bambino cresce. Gli studenti delle scuole elementari che hanno un'alta autostima tendono ad avere genitori autorevoli che sono adulti premurosi e solidali che stabiliscono standard chiari per il loro bambino e consentono loro di esprimere la propria opinione nel processo decisionale.
Sebbene gli studi finora abbiano riportato solo una correlazione di stili genitoriali calorosi e di supporto (principalmente autorevoli e permissivi) con bambini che hanno un'elevata autostima, si potrebbe facilmente pensare che questi stili genitoriali abbiano qualche effetto causale nello sviluppo dell'autostima. Le esperienze dell'infanzia che contribuiscono a una sana autostima includono essere ascoltati, parlare con rispetto, ricevere attenzioni e affetto adeguati e vedere riconosciuti i risultati e riconosciuti e accettati gli errori o i fallimenti. Le esperienze che contribuiscono alla bassa autostima includono l'essere duramente criticati, l'essere abusati fisicamente, sessualmente o emotivamente, l'essere ignorati, ridicolizzati o presi in giro o l'aspettativa di essere sempre "perfetti".
Durante gli anni in età scolare, il rendimento scolastico contribuisce in modo significativo allo sviluppo dell'autostima. Raggiungere costantemente il successo o fallire costantemente avrà un forte effetto sull'autostima individuale degli studenti. Tuttavia, gli studenti possono anche sperimentare una bassa autostima mentre sono a scuola. Ad esempio, potrebbero non avere risultati accademici o vivere in un ambiente problematico al di fuori della scuola. Problemi come quelli precedentemente indicati possono indurre gli adolescenti a dubitare di se stessi. Le esperienze sociali sono un altro importante contributo all'autostima. Man mano che i bambini vanno a scuola, iniziano a capire e riconoscere le differenze tra loro e i loro compagni di classe. Utilizzando confronti sociali, i bambini valutano se hanno fatto meglio o peggio dei compagni di classe in diverse attività. Questi confronti giocano un ruolo importante nel plasmare l'autostima del bambino e influenzano i sentimenti positivi o negativi che ha su se stesso. Man mano che i bambini attraversano l'adolescenza, l'influenza dei pari diventa molto più importante. Gli adolescenti valutano se stessi in base alle loro relazioni con gli amici intimi. Le relazioni di successo tra amici sono molto importanti per lo sviluppo di un'elevata autostima per i bambini. L'accettazione sociale genera fiducia e produce un'elevata autostima, mentre il rifiuto da parte dei coetanei e la solitudine provocano dubbi su se stessi e producono una bassa autostima.
L'adolescenza mostra un aumento dell'autostima che continua ad aumentare nella giovane età adulta e nella mezza età. Si osserva una diminuzione dalla mezza età alla vecchiaia con risultati variabili sul fatto che si tratti di una diminuzione piccola o grande. Le ragioni della variabilità potrebbero essere dovute a differenze di salute, capacità cognitive e stato socioeconomico in età avanzata. Non sono state riscontrate differenze tra maschi e femmine nel loro sviluppo dell'autostima. Diversi studi di coorte mostrano che non c'è differenza nella traiettoria dell'autostima tra le generazioni a causa di cambiamenti sociali come l'inflazione dei voti nell'istruzione o la presenza dei social media.
Alti livelli di padronanza, bassa assunzione di rischi e una salute migliore sono modi per prevedere una maggiore autostima. In termini di personalità, gli individui emotivamente stabili, estroversi e coscienziosi sperimentano una maggiore autostima. Questi predittori ci hanno mostrato che l'autostima ha qualità simili a tratti rimanendo stabili nel tempo come la personalità e l'intelligenza. Tuttavia, ciò non significa che non possa essere modificato. Gli adolescenti ispanici hanno un'autostima leggermente inferiore rispetto ai loro coetanei in bianco e nero, ma poi livelli leggermente più alti all'età di 30 anni. Gli afroamericani hanno un aumento più marcato dell'autostima nell'adolescenza e nella prima età adulta rispetto ai bianchi. Tuttavia, durante la vecchiaia, sperimentano un declino più rapido dell'autostima.

### Vergogna
La vergogna può contribuire a coloro che hanno problemi di bassa autostima. I sentimenti di vergogna di solito si verificano a causa di una situazione in cui il sé sociale è svalutato, come una prestazione scadente valutata socialmente. Una prestazione scadente porta a risposte più elevate di stati psicologici che indicano una minaccia per il sé sociale, vale a dire una diminuzione dell'autostima sociale e un aumento della vergogna. Questo aumento della vergogna può essere aiutato con l'autocompassione.

### Sé reale, sé ideale e sé temuto
Esistono tre livelli di sviluppo dell'autovalutazione in relazione al sé reale, al sé ideale e al sé temuto. Il sé reale, ideale e temuto si sviluppa nei bambini secondo uno schema sequenziale a livello cognitivo.
- Fasi del giudizio morale: gli individui descrivono il loro sé reale, ideale e temuto con etichette stereotipate, come "bello" o "cattivo". Gli individui descrivono il loro sé ideale e reale in termini di disposizione per le azioni o come abitudini comportamentali. Il sé temuto è spesso descritto come un fallito o con cattive abitudini.
- Fasi di sviluppo dell'ego: gli individui descrivono il loro sé ideale e reale in termini di tratti basati su atteggiamenti e azioni. Il sé temuto è spesso descritto come non riuscito a soddisfare le aspettative sociali o come egocentrico.
- Fasi di autocomprensione: gli individui descrivono il loro sé ideale e reale come aventi identità o caratteri unificati. Le descrizioni del temuto sé si concentrano sull'incapacità di essere all'altezza dei propri ideali o aspettative di ruolo, spesso a causa di problemi del mondo reale.

Questo sviluppo porta con sé esigenze morali sempre più complicate e comprensive. Questo livello è dove l'autostima degli individui può soffrire perché non si sentono all'altezza di certe aspettative. Questa sensazione influenzerà moderatamente la propria autostima con un effetto ancora maggiore visto quando gli individui credono che stanno diventando i loro temuti sé.

## Tipi

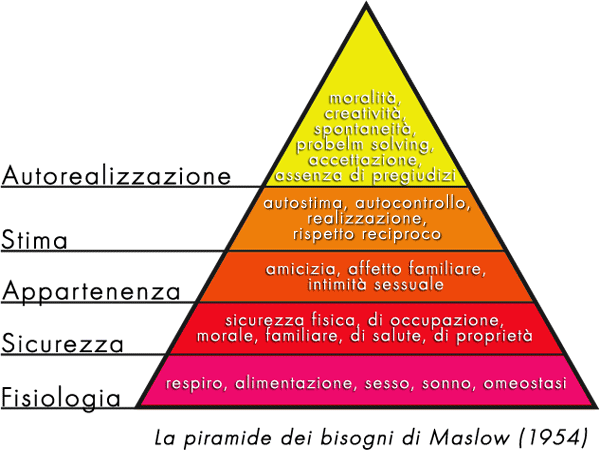
La gerarchia dei bisogni di Maslow è spesso rappresentata come una piramide, con i bisogni più basilari in fondo.

### Alto
Persone con un livello sano di autostima:
- Credono fermamente in certi valori e principi, e sono pronte a difenderli anche in caso di opposizione, sentendosi abbastanza sicure da modificarli alla luce dell'esperienza.
- Sono in grado di agire secondo quella che ritengono essere la scelta migliore, fidandosi del proprio giudizio e non sentendosi in colpa quando agli altri non piace la loro scelta.
- Non perdono tempo a preoccuparsi eccessivamente di ciò che è accaduto in passato, né di ciò che potrebbe accadere in futuro. Imparano dal passato e pianificano il futuro, ma vivono intensamente il presente.
- Confidano pienamente nella loro capacità di risolvere i problemi, senza esitare dopo i fallimenti e le difficoltà. Chiedono aiuto agli altri quando ne hanno bisogno.
- Si considerano uguali in dignità agli altri, piuttosto che inferiori o superiori, pur accettando differenze in certi talenti, prestigio personale o posizione finanziaria.
- Comprendono come possono essere interessanti e preziose per gli altri, almeno per coloro con cui hanno un'amicizia.
- Resistono alla manipolazione, collaborano con gli altri solo se sembra opportuno e conveniente.
- Ammettono e accettano diversi sentimenti e pulsioni interiori, positivi o negativi, rivelando tali pulsioni agli altri solo quando lo desiderano.
- Sono in grado di godere di una grande varietà di attività.
- Sono sensibili ai sentimenti e ai bisogni degli altri; rispettano le regole sociali generalmente accettate e non rivendicano alcun diritto o desiderio di prosperare a spese degli altri.
- Possono lavorare per trovare soluzioni e dare voce al malcontento senza sminuire se stesse o gli altri quando sorgono difficoltà.

### Sicuro contro difensivo
Una persona può avere un'alta autostima e mantenerla con fiducia laddove non ha bisogno di rassicurazioni da parte degli altri per mantenere la propria visione positiva di sé, mentre altri con un'alta autostima difensiva possono comunque riportare autovalutazioni positive sulla Scala Rosenberg, come tutti gli individui con alta autostima lo fanno; tuttavia, le loro opinioni positive su se stessi sono fragili e vulnerabili alle critiche. Gli individui difensivi con un'elevata autostima interiorizzano dubbi e insicurezze subconscie, inducendoli a reagire in modo molto negativo a qualsiasi critica che possono ricevere. C'è bisogno di un costante feedback positivo da parte degli altri affinché questi individui mantengano i loro sentimenti di autostima. La necessità di elogi ripetuti può essere associata a comportamenti arroganti, o talvolta anche aggressivi e sentimenti ostili verso chiunque metta in dubbio l'autostima dell'individuo, un esempio di egoismo minacciato.
Il Journal of Educational Psychology ha condotto uno studio in cui hanno utilizzato un campione di 383 studenti universitari malesi che partecipano a programmi di apprendimento integrato nel lavoro (WIL - work integrated learning) in cinque università pubbliche per testare la relazione tra autostima e altri attributi psicologici come l'autoefficacia e l'auto-fiducia. I risultati hanno dimostrato che l'autostima ha una relazione positiva e significativa con la fiducia in se stessi e l'autoefficacia poiché gli studenti con una maggiore autostima hanno avuto migliori prestazioni all'università rispetto a quelli con una minore autostima. Si è concluso che gli istituti di istruzione superiore e i datori di lavoro dovrebbero sottolineare l'importanza dello sviluppo dell'autostima degli studenti universitari.

### Implicito ed esplicito
L'autostima implicita si riferisce alla disposizione di una persona a valutare se stessa positivamente o negativamente in modo spontaneo, automatico o inconscio. Contrasta con l'autostima esplicita, che implica un'autovalutazione più consapevole e riflessiva. Sia l'autostima esplicita che l'autostima implicita sono teoricamente sottotipi dell'autostima vera e propria.
Tuttavia, la validità dell'autostima implicita come costrutto è altamente discutibile, data non solo la sua correlazione debole o inesistente con l'autostima esplicita e le valutazioni informate dell'autostima, ma anche il fallimento misure di autostima implicita da correlare tra loro.
Allo stato attuale, ci sono poche prove scientifiche che l'autostima possa essere misurata in modo affidabile o valido attraverso mezzi impliciti.

### Narcisismo ed egoismo minacciato
Il narcisismo è una disposizione che le persone possono avere che rappresenta un amore eccessivo per se stessi. È caratterizzato da una visione gonfiata dell'autostima. Gli individui che ottengono un punteggio elevato nelle misure del narcisismo, il Narcissistic Personality Inventory di Robert Raskin, probabilmente selezionerebbero affermazioni come "Se governassi il mondo, sarebbe un posto molto migliore". C'è solo una moderata correlazione tra narcisismo e autostima; vale a dire che un individuo può avere un'alta autostima ma un basso narcisismo o può essere una persona presuntuosa e antipatica e ottenere un'alta autostima e un alto narcisismo. Tuttavia, quando l'analisi di correlazione è limitata al senso di superiorità o agli aspetti di auto-ammirazione del narcisismo, le correlazioni tra narcisismo e autostima diventano forti (di solito intorno a r =.50, ma a volte fino a β =.86). Inoltre, l'autostima è positivamente correlata con un senso di superiorità anche quando si controlla il narcisismo generale.
Oltre all'esagerata considerazione per se stessi, tuttavia, il narcisismo è ulteriormente definito da caratteristiche come il diritto, lo sfruttamento e il dominio. Inoltre, mentre l'immagine di sé positiva è una caratteristica condivisa del narcisismo e dell'autostima, le autovalutazioni narcisistiche sono esagerate, mentre nell'autostima non narcisistica, le visioni positive di sé rispetto agli altri sono relativamente modeste. Pertanto, pur condividendo l'autostima positiva come caratteristica principale, e mentre il narcisismo è definito da un'elevata autostima, i due costrutti non sono intercambiabili.
L'egotismo minacciato è caratterizzato come una risposta alle critiche che minacciano l'ego dei narcisisti; spesso reagiscono in modo ostile e aggressivo.

### Basso
La bassa autostima può derivare da vari fattori, inclusi fattori genetici, aspetto fisico o peso, problemi di salute mentale, stato socioeconomico, esperienze emotive significative, stigma sociale, pressione dei pari o bullismo.
Una persona con bassa autostima può mostrare alcune delle seguenti caratteristiche:
- Pesante autocritica e insoddisfazione.
- Ipersensibilità alle critiche con risentimento contro i critici e sensazione di essere attaccati.
- Indecisione cronica e paura esagerata degli errori.
- Eccessiva volontà di compiacere e riluttanza a dispiacere a qualsiasi richiedente.
- Perfezionismo, che può portare alla frustrazione quando la perfezione non viene raggiunta.
- Senso di colpa nevrotico, soffermarsi o esagerare l'entità degli errori del passato.
- Ostilità fluttuante e difesa generale e irritabilità senza alcuna causa prossima.
- Pessimismo e una visione generale negativa.
- Invidia o risentimento generale.
- Vede le battute d'arresto temporanee come condizioni permanenti e intollerabili.

Gli individui con bassa autostima tendono a essere critici con se stessi. Alcuni dipendono dall'approvazione e dalla lode degli altri quando si valuta l'autostima. Altri possono misurare la loro simpatia in termini di successi: altri si accetteranno se avranno successo ma non lo faranno se falliranno. Le persone con una bassa autostima cronica corrono un rischio maggiore di sperimentare disturbi psicotici; e questo comportamento è strettamente legato anche alla formazione di sintomi psicotici. 

#### Trattamenti
La terapia metacognitiva, la tecnica EMDR, la terapia cognitiva basata sulla consapevolezza, la terapia comportamentale emotiva razionale, la terapia cognitivo comportamentale e le terapie dei tratti e dei costrutti hanno dimostrato di migliorare l'autostima del paziente.

### I tre stati
Questa classificazione proposta da Martin Ross distingue tre stati di autostima rispetto alle "imprese" (trionfi, onori, virtù) e alle "anti-imprese" (sconfitte, imbarazzo, vergogna, ecc.) degli individui.

#### Distrutto
L'individuo non si considera prezioso o amabile. Possono essere sopraffatti dalla sconfitta, o dalla vergogna, o considerarsi tali, e chiamano la loro "anti-impresa". Ad esempio, se ritengono che avere più di una certa età sia un'anti-impresa, si definiscono con il nome della loro anti-impresa e dicono: "Sono vecchio". Esprimono azioni e sentimenti come la pietà, insultandosi e possono rimanere paralizzati dalla loro tristezza.

#### Vulnerabile
L'individuo ha un'immagine di sé generalmente positiva. Tuttavia, la loro autostima è anche vulnerabile al rischio percepito di un'imminente anti-impresa (come sconfitta, imbarazzo, vergogna, discredito), di conseguenza, sono spesso nervosi e usano regolarmente meccanismi di difesa. Un tipico meccanismo di protezione di chi ha un'autostima vulnerabile può consistere nell'evitare il processo decisionale. Sebbene tali individui possano manifestare esteriormente una grande fiducia in se stessi, la realtà di fondo potrebbe essere esattamente l'opposto: l'apparente fiducia in se stessi è indicativa della loro accresciuta paura delle azioni contrarie e della fragilità della loro autostima. Possono anche cercare di incolpare gli altri per proteggere la loro immagine di sé da situazioni che potrebbero minacciarla. Possono impiegare meccanismi di difesa, compreso il tentativo di perdere ai giochi e ad altre competizioni al fine di proteggere la propria immagine di sé dissociandosi pubblicamente dal bisogno di vincere e affermando un'indipendenza dall'accettazione sociale che possono desiderare profondamente. In questa profonda paura di non essere accettati dai coetanei, fanno scelte di vita sbagliate prendendo decisioni rischiose.

#### Forte
Le persone con una forte autostima hanno un'immagine di sé positiva e abbastanza forza in modo che le azioni anti-imprese non sottomettano la loro autostima. Hanno meno paura del fallimento. Questi individui appaiono umili, allegri, e questo mostra una certa forza di non vantarsi delle imprese e di non aver paura delle anti-imprese. Sono in grado di lottare con tutte le loro forze per raggiungere i loro obiettivi perché, se le cose vanno male, la loro autostima non ne risentirà. Possono riconoscere i propri errori proprio perché la loro immagine di sé è forte e questo riconoscimento non danneggerà o influenzerà la loro immagine di sé. Vivono con meno paura di perdere prestigio sociale, e con più felicità e benessere generale.

### Contingente vs. non contingente
Viene fatta una distinzione tra autostima contingente (o condizionale) e non contingente (o incondizionata).
L'autostima contingente deriva da fonti esterne, come ciò che dicono gli altri, il proprio successo o fallimento, la propria competenza o l'autostima contingente alla relazione.

Pertanto, l'autostima contingente è caratterizzata da instabilità, inaffidabilità e vulnerabilità. Le persone prive di un'autostima non contingente sono "predisposte a una ricerca incessante del valore personale". Tuttavia, poiché il perseguimento dell'autostima contingente si basa sull'ottenere l'approvazione, è destinato a fallire, poiché nessuno riceve un'approvazione costante e la disapprovazione spesso evoca la depressione. Inoltre, la paura della disapprovazione inibisce le attività in cui è possibile il fallimento.
L'autostima non contingente è descritta come vera, stabile e solida. Nasce dalla convinzione che si è “periodo accettabile, accettabile prima della vita stessa, ontologicamente accettabile”. Credere di essere "ontologicamente accettabili" è credere che la propria accettabilità sia "il modo in cui le cose sono senza contingenza". In questa convinzione, come esposto dal teologo Paul Tillich, l'accettabilità non si basa sulla virtù di una persona. È un'accettazione data «nonostante la nostra colpa, non perché non abbiamo colpa».
Lo psichiatra Thomas A Harris ha attinto a Tillich per il suo classico I'm OK - You're OK che affronta l'autostima non contingente. Harris ha tradotto "accettabile" di Tillich con il volgare OK, un termine che significa "accettabile". Il messaggio cristiano, ha detto Harris, non è "PUOI ESSERE OK, SE"; è "SEI ACCETTATO, incondizionatamente".
Una sicura autostima non contingente scaturisce dalla convinzione di essere ontologicamente accettabili e accettati.

### Autostima specifica del dominio
Mentre l'autostima globale riguarda il modo in cui gli individui si valutano nella loro interezza, le sfaccettature dell'autostima specifiche del dominio si riferiscono a come si valutano in vari domini pertinenti della vita. Tali sfaccettature funzionalmente distinte dell'autostima possono comprendere autovalutazioni nei domini sociale, emotivo, correlato al corpo, correlato al rendimento scolastico e artistico-creativo.
Si è scoperto che sono predittivi dei risultati relativi al funzionamento psicologico, alla salute, all'istruzione e al lavoro. La bassa autostima nel dominio sociale (vale a dire, la competenza sociale auto-percepita), ad esempio, è stata ripetutamente identificata come un fattore di rischio per la vittimizzazione del bullismo.

## Importanza
Abraham Maslow afferma che la salute psicologica non è possibile se il nucleo essenziale della persona non è fondamentalmente accettato, amato e rispettato dagli altri e da se stessi. L'autostima consente alle persone di affrontare la vita con più fiducia, benevolenza e ottimismo, e quindi raggiungere facilmente i propri obiettivi e realizzarsi.
L'autostima può convincere le persone di meritare la felicità. Comprendere ciò è fondamentale e universalmente vantaggioso, poiché lo sviluppo di un'autostima positiva aumenta la capacità di trattare gli altri con rispetto e benevolenza, favorendo così relazioni interpersonali ricche ed evitando quelle distruttive. Per Erich Fromm, l'amore per gli altri e l'amore per noi stessi non sono alternative. Al contrario, un atteggiamento di amore verso se stessi si troverà in tutti coloro che sono capaci di amare gli altri. L'autostima consente la creatività sul posto di lavoro ed è una condizione particolarmente critica per le professioni dell'insegnamento.
José-Vicente Bonet afferma che l'importanza dell'autostima è ovvia in quanto una mancanza di autostima non è, dice, una perdita di stima da parte degli altri, ma un rifiuto di sé. Bonet afferma che ciò corrisponde al disturbo depressivo maggiore. Freud ha anche affermato che il depresso ha subito "una straordinaria diminuzione della sua autostima, un impoverimento del suo ego su larga scala... Ha perso il rispetto di sé".
I Principi di Yogyakarta, un documento sul diritto internazionale dei diritti umani, affrontano l'atteggiamento discriminatorio nei confronti delle persone LGBT che riduce la loro autostima al fine di essere oggetto di violazioni dei diritti umani, inclusa la tratta di esseri umani. L'Organizzazione Mondiale della Sanità raccomanda in "Prevenire il suicidio", pubblicato nel 2000, che rafforzare l'autostima degli studenti è importante per proteggere i bambini e gli adolescenti dal disagio mentale e dallo sconforto, consentendo loro di affrontare adeguatamente situazioni difficili e stressanti situazioni di vita.
Oltre a una maggiore felicità, è noto che una maggiore autostima è anche correlata a una migliore capacità di far fronte allo stress e una maggiore probabilità di affrontare compiti difficili rispetto a quelli con una bassa autostima.

### Correlazioni
Tra la fine degli anni '70 e l'inizio degli anni '90 molti americani presumevano naturalmente che l'autostima degli studenti agisse come un fattore critico nei voti che guadagnavano a scuola, nelle loro relazioni con i loro coetanei e nel loro successivo successo nella vita. Partendo da questo presupposto, alcuni gruppi americani hanno creato programmi che miravano ad aumentare l'autostima degli studenti. Fino agli anni '90, su questo argomento sono state condotte poche ricerche sottoposte a revisione paritaria e controllate.
La ricerca peer-reviewed intrapresa da allora non ha convalidato le ipotesi precedenti. Ricerche recenti indicano che gonfiare l'autostima degli studenti di per sé non ha alcun effetto positivo sui voti. Roy Baumeister ha dimostrato che gonfiare l'autostima da solo può effettivamente far diminuire i voti. La relazione tra autostima e risultati accademici non significa che un'elevata autostima contribuisca a risultati accademici elevati. Significa semplicemente che un'elevata autostima può essere raggiunta come risultato di un elevato rendimento scolastico a causa delle altre variabili delle interazioni sociali e degli eventi della vita che influenzano questa prestazione.
I tentativi dei sostenitori della stima di incoraggiare l'orgoglio di sé negli studenti unicamente a causa della loro unicità come esseri umani falliranno se i sentimenti di benessere non sono accompagnati da buone azioni. È solo quando gli studenti si impegnano in sforzi personalmente significativi per i quali possono essere giustamente orgogliosi che la fiducia in se stessi cresce, ed è questa crescente sicurezza di sé che a sua volta innesca ulteriori risultati.
L'alta autostima ha un'alta correlazione con la felicità auto-riferita; non è stato stabilito se si tratti di una relazione causale. La relazione tra autostima e soddisfazione di vita è più forte nelle culture individualiste.
Inoltre, è stato scoperto che l'autostima è correlata al perdono nelle relazioni intime, in quanto le persone con un'alta autostima saranno più indulgenti rispetto alle persone con una bassa autostima.
L'elevata autostima non impedisce ai bambini di fumare, bere, assumere droghe o fare sesso precoce.

### Salute mentale
L'autostima è stata associata a diverse condizioni di salute mentale, tra cui depressione, ansia, e disturbi alimentari. Ad esempio, una bassa autostima può aumentare la probabilità che le persone che sperimentano pensieri disfunzionali sviluppino sintomi di depressione. Al contrario, un'elevata autostima può proteggere dallo sviluppo di condizioni di salute mentale, con ricerche che hanno scoperto che un'elevata autostima riduce le possibilità di bulimia e ansia.

## Neuroscienze
In una ricerca condotta nel 2014 da Robert S. Chavez e Todd F. Heatherton, è emerso che l'autostima è correlata alla connettività del circuito frontostriatale. Il percorso frontostriatale collega la corteccia prefrontale mediale, che si occupa della conoscenza di sé, allo striato ventrale, che si occupa dei sentimenti di motivazione e ricompensa. Percorsi anatomici più forti sono correlati a una maggiore autostima a lungo termine, mentre una connettività funzionale più forte è correlata a una maggiore autostima a breve termine.

## Critiche e polemiche
Lo psicologo americano Albert Ellis ha criticato in numerose occasioni il concetto di autostima come essenzialmente controproducente e in definitiva distruttivo. Pur riconoscendo la propensione umana e la tendenza all'ego rating come innate, ha criticato la filosofia dell'autostima come irrealistica, illogica, autodistruttiva e socialmente dannosa – in definitiva, l'ha ritenuta più dannosa che benefica. Mettendo in discussione i fondamenti e l'utilità della forza dell'ego generalizzata, ha affermato che l'autostima si basa su premesse di definizione arbitrarie e su un pensiero iper-generalizzato, perfezionista e grandioso. Riconoscendo che valutare e valutare comportamenti e caratteristiche è funzionale e persino necessario, considera irrazionale e non etico valutare e valutare la totalità e il sé totale degli esseri umani. L'alternativa più sana all'autostima secondo lui è l'accettazione incondizionata di sé e l'accettazione incondizionata degli altri. La Rational Emotive Behavior Therapy è una psicoterapia basata su questo approccio.
"Sembra che ci siano solo due vantaggi chiaramente dimostrati di un'elevata autostima... Per prima cosa, aumenta l'iniziativa, probabilmente perché conferisce fiducia. Le persone con un'elevata autostima sono più disposte ad agire in base alle proprie convinzioni, a difendere ciò in cui credono, ad avvicinare gli altri, a rischiare nuove imprese (questo purtroppo include essere estremamente disposti a fare cose stupide o distruttive, anche quando tutti gli altri le sconsigliano.)... continuano ostinatamente a sprecare tempo e denaro per cause disperate”.

### Falsi tentativi
Per le persone con bassa autostima, qualsiasi stimolo positivo aumenterà temporaneamente l'autostima. Pertanto, i beni, il sesso, il successo o l'aspetto fisico produrranno lo sviluppo dell'autostima, ma lo sviluppo è nel migliore dei casi effimero. Tali tentativi di aumentare la propria autostima mediante stimoli positivi producono uno schema di "boom o bust". "Complimenti e feedback positivi" producono una spinta, ma un fallimento segue la mancanza di tale feedback. Per una persona la cui "autostima è contingente", il successo "non è molto dolce", ma "il fallimento è molto amaro".

### Come narcisismo
Soddisfazione della vita, felicità, pratiche comportamentali sane, efficacia percepita, successo scolastico e adattamento sono stati associati ad alti livelli di autostima (Harter, 1987; Huebner, 1991; Lipschitz-Elhawi & Itzhaky, 2005; Rumberger 1995; Swenson & Prelow, 2005; Yarcheski & Mahon, 1989). Tuttavia, un errore comune è pensare che amare se stessi sia necessariamente equivalente al narcisismo, al contrario, ad esempio, di quello che Erik Erikson definisce "un amore post-narcisistico dell'ego". Le persone con una sana autostima si accettano e si amano incondizionatamente, riconoscendo sia le virtù che i difetti di sé, eppure, nonostante tutto, sono in grado di continuare ad amarsi. Nei narcisisti, al contrario, "l'incertezza sul proprio valore dà origine a... un'aura di grandiosità autoprotettiva, ma spesso totalmente falsa" – producendo la classe "dei narcisisti, o persone con un livello molto alto, ma insicuro, autostima... fluttuante con ogni nuovo episodio di lode sociale o rifiuto." Per i narcisisti, regolare la propria autostima è la loro preoccupazione costante. Usano le difese (come la negazione, la proiezione, l'auto-inflazione, l'invidia, l'arroganza e l'aggressività), la gestione delle impressioni attraverso l'autopromozione, l'abbellimento, la menzogna, il fascino e il dominio, e preferiscono ambienti di alto rango, competitivi e gerarchici a sostenere la loro autostima instabile, fragile e compromessa.
Il narcisismo può quindi essere visto come un sintomo di autostima fondamentalmente bassa, cioè mancanza di amore verso se stessi, ma spesso accompagnata da "un immenso aumento dell'autostima" basato sul "meccanismo di difesa della negazione per sovra-compensazione ". "L'amore idealizzato di sé... ha rifiutato la parte di lui" che denigra – "questo bambino distruttivo" dentro. Invece il narcisista enfatizza le proprie virtù in presenza degli altri, proprio per cercare di convincersi di essere una persona di valore e per cercare di smettere di vergognarsi dei propri difetti; tali "persone con visioni di sé irrealisticamente gonfiate, che possono essere particolarmente instabili e altamente vulnerabili alle informazioni negative, ... tendono ad avere scarse capacità sociali".